# Asphalt City
Asphalt City (originalment titulada i estrenada en alguns països com Black Flies) és una pel·lícula de thriller estatunidenca del 2023 dirigida per Jean-Stéphane Sauvaire i escrita per Ryan King i Ben Mac Brown, basada en la novel·la de 2008  Black Flies de Shannon Burke. És protagonitzada per Sean Penn i Tye Sheridan com a paramèdics que treballen a la ciutat de Nova York. Gbenga Akinnagbe, Raquel Nave, Kali Reis, Michael Pitt, Katherine Waterston i Mike Tyson apareixen en papers secundaris. S'ha subtitulat al català.
La pel·lícula explora els efectes del trauma psicològic experimentat pels socorristes. Es va estrenar al 76è Festival Internacional de Cinema de Canes el 18 de maig de 2023. Es va estrenar en cinemes per Roadside Attractions i Vertical el 29 de març de 2024.

## Trama
El paramèdic Ollie Cross, rookie del Departament de Bombers de la ciutat de Nova York (FDNY) arriba després de caòtiques conseqüències d'un tiroteig en grup. Fa triatge a una ferida al peu i després es dirigeix a una víctima greument ferida. El paramèdic veterà Gene Rutkovsky guia a Cross durant el tractament de l'home, però el pacient mor durant el transport.
L'endemà, Cross i Rutkovsky són cridats per un nen ferit per una mossegada de gos, que ha inflamat els ànims en un gimnàs comunitari. Cross intenta desactivar la situació emportant-se el gos, però un home l'amenaça a punta de pistola i mata el gos. Més tard, Cross pateix incessants abusos verbals per part d'un drogaadicte que és transportat a l'hospital, i ajuda a realitzar una difícil intubació traqueal en un carnisser.
Cross explica a Rutkovsky que viu en un petit apartament amb dos companys d'habitació per estalviar diners mentre estudia per tornar a fer la prova d'admissió a la facultat de medicina (MCAT). Cross s'enfada quan descobreix que Lafontaine ha posat el gos mort al seu armariet. Va a un club i comença una relació sexual amb la Clara.
Rutkovsky desfibril·la amb èxit a un pacient, i de bon humor reben l'abús verbal d'una dona gran borratxa. Cross revela que quan era nen va veure com la seva mare moria al bany amb lesions profundes autoinfligides al canell. Rutkovsky parla de l'excés de treball, que va arruïnar alguns dels seus matrimonis, i que va ser un qüestionador de l'11 de setembre.
Cridats per una dona ferida en una caiguda, Cross i Rutkovsky descobreixen un cas evident de violència domèstica. Gairebé arriben a les mans amb el marit prepotent de la víctima quan la policia arriba i intercedeix. Rutkovsky està denunciat per colpejar accidentalment un agent de policia. S'acomiada per estar amb la seva petita filla Sylvie abans que la seva exdona Nancy es traslladi al nord de l'estat de Nova York per viure amb el seu nou xicot. En associació amb Lafontaine, Cross és enviat sol a descobrir un cadàver podrit a la banyera d'un apartament decrèpit, ple de mosques; l'experiència afecta la relació de Cross amb la Clara.
Quan Rutkovsky torna, són cridats a un refugi per a dones per a una dona en part, amb l'esperança de poder donar a llum un nadó. En canvi, troben Nia desmaiada després de donar a llum el nadó prematurament durant una sobredosi d'heroïna. Rutkovsky diu que el nadó és mort i el porta a una altra habitació mentre Cross tracta la Nia. Quan recupera la consciència, la Nia diu que havia estat sobria durant l'embaràs, però que va prendre heroïna a causa del dolor del part. Rutkovsky torna sense el nadó i es preparen per portar la Nia a l'hospital quan arriba un altre equip de paramèdics, troba el nadó i el ressuscita. Cross cobreix Rutkovsky en una sessió informativa del departament i rep una reprimenda mentre Rutkovsky és suspès.
L'endemà, els membres de la banda s'amunteguen persistentment a Lafontaine i Cross, interferint amb la seva capacitat per tractar i moure un pacient. A l'ambulància, Lafontaine busca l'home i troba drogues il·legals, després li tanca l'oxigen. Cross el torna a encendre, i Lafontaine protesta que el narcotraficant mereix morir i poden decidir qui sobreviu al transport, la qual cosa implica que Rutkovsky sent el mateix. Més tard, Cross asfixia Clara durant el sexe i ella trenca la seva relació. Lafontaine sol·licita l'ajuda de Cross per vèncer un jove traficant de drogues, però en canvi Cross colpeja Lafontaine, per animar aquest últim.
Cross recupera el MCAT però es distreu amb les seves experiències. Es reuneix amb Rutkovsky i es barallen per la pràctica de la retenció del tractament. Rutkovsky anomena Cross covard per no fer el que sap que és correcte, mentre que Cross contesta que negar el tractament equival a assassinar.
Cross s'associa amb Verdis i els criden per un nen que té una convulsió dolorosa, però el seu pare religiós nega el tractament. Verdis aconsella a Cross que amb les pressions de la feina, s'han de cuidar l'un de l'altre. Se'ls crida per un salt a l'adreça de Rutkovsky i el troben mort. Cross ha de ser restringit per altres paramèdics, es trenca i contempla el suïcidi.
Un any més tard Cross visita la Nia en un centre de rehabilitació de drogues i es disculpa, dient que es va convertir en paramèdic per les millors raons, però aquell dia va fer exactament el contrari. Encara treballant com a paramèdic, trenca el protocol per entrar a un edifici en flames i intuba una noia a la qual és capaç de rescatar.

## Repartiment
- Tye Sheridan com a Ollie Cross[2]
- Michael Pitt com a Lafontaine[3]
- Sean Penn com a Gene Rutkovsky[4]
- Mike Tyson com a Cap Burroughs[5]
- Gbenga Akinnagbe com a Verdis
- Raquel Nave com a Clara[6]
- Katherine Waterston com a Nancy[7]
- Kali Reis com a Nia Brown[8]

## Producció
El desembre de 2018, el guió de Ryan King Black Flies, basat en la novel·la homònima del 2008 de Shannon Burke, va aparèixer a the Black List, una enquesta anual dels guions més agradats encara no produïts de l'any. Originalment, Darren Aronofsky va ser contractat per dirigir la pel·lícula amb Todd Kessler com a guionista i Paramount Pictures productor de la pel·lícula. Al febrer de 2019, Jean-Stéphane Sauvaire fou contractat per dirigir-la, mentre eren en negociacions per contractar Mel Gibson i Tye Sheridan com a protagonistes. El febrer de 2021, Sean Penn va substituir Gibson en un dels papers principals i es va informar que Open Road Films havia adquirit els drets de distribució als Estats Units. Katherine Waterston, Michael Pitt, Mike Tyson, i Raquel Nave es va anunciar com a protagonistes els mesos següents. El rodatge va començar el maig de 2022 a Nova York amb el director de fotografia David Ungaro. Fou produïda per Sculptor Media, FilmNation Entertainment i Projected Picture Works.

## Llançament
La pel·lícula es va estrenar com a Black Flies al 76è Festival Internacional de Cinema de Canes el 18 de maig de 2023, on va competir per la Palma d'Or. La pel·lícula s'havia d'estrenar als Estats Units originalment per Open Road Films.
El gener de 2024, Vertical i Roadside Attractions van adquirir els drets estatunidencs de la pel·lícula, que va passar a anomenar-se Asphalt City, i la van estrenar exclusivament als cinemes el 29 de març.

## Recepció
Al lloc web de l'agregador de ressenyes Rotten Tomatoes, el 47% de les 53 crítiques són positives, amb una valoració mitjana de 5,6/10. El consens del lloc web diu: "Asphalt City es pot elogiar per intentar ressaltar la naturalesa implacable del treball de l'EMT, però els resultats finals implacablement tristos resulten un rellotge castigador".Metacritic, que utilitza una mitjana ponderada, va assignar a la pel·lícula una puntuació de 47 sobre 100, basant-se en 15 crítiques  "mixtes o mitjanes".
Eric Ortiz Garcia de Screen Anarchy va escriure que la pel·lícula "troba el seu poder reflectint el nivell brutal d'estrès inherent a aquesta professió ... Sauvaire fa explícita la seva missió: conscienciar sobre aquells paramèdics que estan completament desbordats. Això és una cosa que aconsegueix el cineasta." Tori Brazier de Metro va escriure, "Black Flies és una història ombrívola, i de visió no recomanada per als aficionats al cinema més delicats, però el seu missatge i la seva falta de subtilesa sens dubte són colpidors."
Pete Hammond de Deadline va escriure que la pel·lícula tenia "un repartiment i un bon treball de càmera principalment portàtil de David Ungaro", però que no va oferir res de nou, i que repetia els punts argumentals ja tractats a Bringing Out the Dead de Martin Scorsese (1999). David Ehrlich d' IndieWire va escriure: "Black Flies és una mirada tan desolada i implacable dins de l'intestí trencat del sistema sanitari estatunidenc que la seva honestedat de postura aviat es transforma en una cosa difícil de creure".